# Alue Ie Puteh (Baktiya)
Alue Ie Puteh is een bestuurslaag in het regentschap Aceh Utara van de provincie Atjeh, Indonesië. Alue Ie Puteh telt 1877 inwoners (volkstelling 2010).